# Regiment de la Ciutat de Barcelona
El Regiment de la Ciutat de Barcelona fou una unitat militar de l'Exèrcit Reial de Carles III (1705-1713) i posteriorment enquadrat en l'Exèrcit de Catalunya (1713-1714) durant la Guerra de Successió.

## Història
Després de l'aixecament austriacista i la captura de Barcelona i la necessitat d'expulsar la Casa de Borbó de la península Ibèrica, es va procedir a la lleva de l'Exèrcit Regular Austriacista, i el Consell de Cent va llevar el Regiment de la Ciutat de Barcelona l'any 1705 o als inicis de 1706. El Consell de Cent de Barcelona es decantà finalment per l'Arxiduc Carles com a nou Comte de Barcelona i sobirà del Principat de Catalunya un cop aquest hagué jurat les Constitucions de Catalunya.
L'any 1713 després de la declaració de guerra de les autoritats de Catalunya contra el Duc d'Anjou i el Regne de França, el Regiment de la Ciutat de Barcelona, conjuntament amb el Regiment de la Diputació del General, foren el nucli d'enquadrament de l'Exèrcit Regular de Catalunya. El juliol de 1713, 90 homes del regiment van reforçar Cardona.

## Uniforme

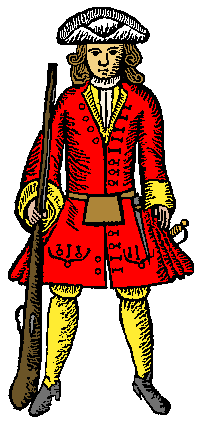
Uniforme del regiment de la Ciutat

La casaca d'aquest regiment era de color vermell de fons i divisa groga, amb els botons folrats vermells. La jupa, les calces i les mitges eren de color groc. El regiment de la Ciutat va mantenir la uniformitat des de la seva creació, el 1706, fins a la seva dissolució amb la caiguda de Barcelona l'any 1714.